# James Henry Clark
James Henry »Jim« Clark, ameriški računalnikar, * 23. marec 1944, Plainview, Teksas, ZDA.
Clark je ustanovitelj podjetja Silicon Graphics Inc. leta 1982 in podjetja Netscape Communications Corporation leta 1994. Kot izredni profesor na Univerzi Stanford v Kaliforniji, je skupaj s skupino študentov razvil začetno tehnologijo, na osnovi katere so bili izdelani prvi izdelki podjetja Silicon Graphics. Z mesta predsednika podjetja Silicon Graphics je odstopil leta 1994, da bi ustanovil Netscape.